# Marvels
Marvels est une série limitée de comics écrite par Kurt Busiek et illustrée par Alex Ross qui a connu un grand succès critique et commercial. Publiée en 1994 par Marvel Comics, elle rend célèbre ses deux auteurs par la qualité de la narration et l’hyperréalisme des dessins.
La série a reçu trois Eisner Award dont celui de la meilleure série limitée 1994 (Best Limited Series) et cinq Harvey Awards.

## Synopsis
La série retrace l'histoire de l'un des univers Marvel vu par le reporter-photographe Phil Sheldon, depuis la naissance de la Torche Humaine originale en 1939 jusqu'à la mort de Gwen Stacy en 1973, événement mythique de l'histoire du super-héros Spider-Man.

## Historique de la publication
Marvels a été publié en quatre numéros de janvier à avril 1994, auxquels s’est ajouté un no 0 contenant les travaux préparatoires d’Alex Ross. Le principe des super-héros observés du point de vue d’un homme ordinaire extérieur à l’action a été repris dans la mini-série Ruins, écrite par Warren Ellis en 1995. Une véritable suite a été donnée à la série limitée dans Marvels: Eye of the Camera en 2008, par Kurt Busiek et Jay Anacleto.

## Albums français
- Marvels, Semic, coll. « Privilège », 1994
- Marvels, t. 1 : Genèse, Le Téméraire, 1997
- Marvels, t. 2 : Le Jugement dernier, Le Téméraire, 1997
- Marvels, Marvel France, coll. « Marvel Graphic Novels », 2004
- Marvels, Marvel France, coll. « Absolute », 2009
- Marvels : L’Œil de l'objectif, Marvel France, coll. « 100 % Marvel », 2010
- Marvels  (trad. de l'anglais), Saint-Laurent-du-Var, Panini comics, coll. « Marvel Icons », 2015, 399 p. (ISBN 978-2-8094-4649-4)